# العلاقات الغابونية الإيرانية
العلاقات الغابونية الإيرانية هي العلاقات الثنائية التي تجمع بين الغابون وإيران.

## مقارنة بين البلدين
هذه مقارنة عامة ومرجعية للدولتين:
| وجه المقارنة                                              | الغابون                        | إيران                    |
| --------------------------------------------------------- | ------------------------------ | ------------------------ |
| المساحة (كم2)                                             | 267.67 ألف                     | 1.65 مليون               |
| عدد السكان (نسمة)                                         | 2.03 مليون                     | 79.97 مليون              |
| الكثافة السكانية (ن./كم²)                                 | 7.58                           | 48.47                    |
| العاصمة                                                   | ليبرفيل                        | طهران                    |
| اللغة الرسمية                                             | لغة فرنسية                     | لغة فارسية               |
| العملة                                                    | فرنك وسط أفريقي                | ريال إيراني              |
| الناتج المحلي الإجمالي (بليون دولار)                      | 14.62 مليار                    | 439.51 مليار             |
| الناتج المحلي الإجمالي (تعادل القوة الشرائية) بليون دولار | 34.65 مليار                    | 1.36 تريليون             |
| الناتج المحلي الإجمالي الاسمي للفرد دولار أمريكي          | 8.27 ألف                       |                          |
| الناتج المحلي الإجمالي للفرد دولار أمريكي                 | 19.43 ألف                      |                          |
| مؤشر التنمية البشرية                                      | 0.684                          | 0.766                    |
| رمز المكالمات الدولي                                      | +241                           | +98                      |
| رمز الإنترنت                                              | .ga                            | .ir،                     |
| المنطقة الزمنية                                           | ت ع م+01:00، توقيت غرب أفريقيا | ت ع م+03:30، توقيت إيران |

## منظمات دولية مشتركة
يشترك البلدان في عضوية مجموعة من المنظمات الدولية، منها:
| علم المنظمة | اسم المنظمة                        | تاريخ انضمام الغابون | تاريخ انضمام إيران |
| ----------- | ---------------------------------- | -------------------- | ------------------ |
|             | يونسكو                             | 16 نوفمبر 1960       | 6 سبتمبر 1948      |
|             | الفريق المعني برصد الأرض           | ?                    | ?                  |
|             | مؤسسة التمويل الدولية              | 20 أكتوبر 1970       | 28 ديسمبر 1956     |
|             | منظمة التعاون الإسلامي             | ?                    | ?                  |
|             | منظمة حظر الأسلحة الكيميائية       | ?                    | ?                  |
|             | مؤسسة التنمية الدولية              | 4 نوفمبر 1963        | 10 أكتوبر 1960     |
|             | وكالة ضمان الاستثمار متعدد الأطراف | 26 مارس 2003         | 15 ديسمبر 2003     |
|             | الاتحاد البريدي العالمي            | ?                    | ?                  |
|             | منظمة الشرطة الجنائية الدولية      | ?                    | ?                  |
|             | الأمم المتحدة                      | 20 سبتمبر 1960       | 24 أكتوبر 1945     |
|             | البنك الدولي للإنشاء والتعمير      | 10 سبتمبر 1963       | 29 ديسمبر 1945     |

## وصلات خارجية
- موقع وزارة الخارجية الإيرانية